# Şükriyyə Axundzadə

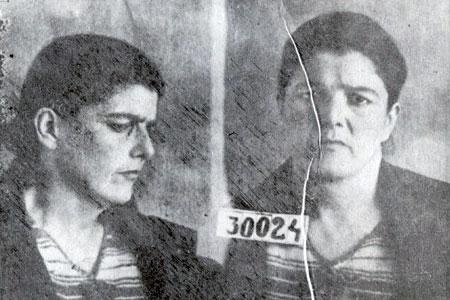
Şükriyyə Axundzadə

Şükriyyə Axundzadə (geb. 1902 in Batumi – Oktober 1993 in Çinarlı im Rayon Shamkir, Aserbaidschan), auch bekannt als Şükriyyə Cavad, war die Frau des aserbaidschanischen Dichters Əhməd Cavad und ein Opfer der stalinistischen Repressionen in Aserbaidschan. 1937 wurde sie zusammen mit ihrem Ehemann verhaftet. Şükriyyə wurde zu acht Jahren Verbannung im Akmolinsk-Lager der Ehefrauen von Vaterlandsverrätern im Norden des heutigen Kasachstans verurteilt. Sie wurde 1945 freigelassen und 1955 freigesprochen, nachdem sie unschuldig befunden worden war. Ihr Leben inspirierte mehrere Theaterstücke, Bücher, Lieder und zahlreiche Theateraufführungen.

## Biografie
Şükriyyə Suleyman gizi Bejanidze wurde 1902 in der Stadt Batumi, damals Teil des Kaukasus-Vizekönigreichs des Russischen Kaiserreichs, dem heutigen Georgien, als Tochter eines adjarischen Adelshauses geboren. Sie schloss ihr Gymnasium in Batumi ab und sprach fließend Georgisch, Ajar, Türkisch und Russisch.
Sie lernte Əhməd Cavad 1914 kennen, als er als Sekretär des Hilfsfonds der türkischen Armee in Batumi lebte. Trotz der Bemühungen, über Vermittler eine Heirat zu arrangieren, war Şükriyyəs Vater gegen die Verbindung. Daraufhin flüchteten Şükriyyə und Əhməd Cavad und gründeten eine Familie in der Stadt Gəncə. Nach der Besetzung im April 1920 wurde Əhməd Cavad zum Lehrer im Bezirk Qusar ernannt. Şükriyyə zog zusammen mit ihrer Familie nach Xuluq, einem Dorf in Qusar. Sie lebten dort bis 1922 und zogen dann nach Baku, der Hauptstadt der Aserbaidschanischen Sozialistischen Sowjetrepublik.
In der Nacht des 3. Juni 1937 wurden Əhməd und seine Frau Şükriyyə unter dem Vorwurf verhaftet, sie hätten versucht, bei jungen aserbaidschanischen Dichtern einen von der Partei Müsavat inspirierten Nationalismus zu verbreiten. Nach der Verhaftung von Əhməd Cavad wurde Şükriyyə die Möglichkeit geboten, sich von ihm scheiden zu lassen und zu ihrem Mädchennamen zurückzukehren, um einer weiteren Bestrafung oder dem Exil zu entgehen. Sie lehnte jedoch die Scheidung ab. Nachdem sie einige Zeit in Haft gehalten worden war, wurde sie am 9. Dezember als „Familienmitglied eines Volksfeindes“ zu acht Jahren Gefängnis verurteilt. Am 2. Februar 1938 wurde sie in ein Arbeitslager, das Akmolinsk-Lager der Ehefrauen von Vaterlandsverrätern, geschickt.
Am 14. Oktober 1945, als ihre Haftstrafe endete, wurde sie freigelassen und kehrte in die Aserbaidschanische Sozialistische Sowjetrepublik zurück. Sie zog nach Şəmkir, da ihr die Erlaubnis zum Leben in Baku verweigert worden war. Nach ihrer Rückkehr aus dem Exil glaubte sie mehrere Jahre lang, dass ihr Mann noch am Leben sei, und wandte sich mehrmals an verschiedene staatliche Behörden und den Vorsitzenden des Ministerrats der UdSSR, um ein Treffen mit ihm im Gefängnis zu erreichen. 1955 erhielt sie die Nachricht, dass Əhməd Cavad 15 Jahre zuvor, im Jahr 1937, getötet worden war. Im Dezember 1955 wurde sie schließlich freigesprochen.
Im Oktober 1993 starb sie im Dorf Çinarlı in Şəmkir.

## Vermächtnis
Im Jahr 1917 widmete Əhməd Cavad Şükriyyə ein Gedicht mit dem Titel Für meinn Şükriyyə (Aserbaidschanisch: Şükriyyəm üçün). Später komponierte Emin Sabitoglu Musik für dieses Gedicht und das Lied wurde von vielen Künstlern unter dem Titel „Şükriyyə taleyim“ aufgeführt.
Im Jahr 2018 wurde ein Buch mit dem Titel Cavad və Şükriyyə dastanı („Die Geschichte von Javad und Şükriyyə“) des Autors Sevinc Adalatgizi vorgestellt. Im Jahr 2021 schrieb die Autorin Ulviyya Tahir einen historischen Roman mit dem Titel Şükriyyə taleyim über Şükriyyə Axundzadə und ihr Leben im Exil. Am 17. Dezember 2022 fand im Aserbaidschanischen Staatlichen Jugendtheater die Premiere des Stücks Kod adı: V. X. A. oder Kod adı: Vətən xainlərinin arvadları („Kodename: die Frauen von Verrätern“) statt. Das Stück konzentriert sich auf die Ereignisse, die den Ehefrauen politischer Gefangener während der Stalin-Repression widerfuhren, einschließlich des Lebens von Şükriyyə Cavad. Am 30. Juni 2023 fand die Premiere des Stücks Şükriyyə im Staatlichen Akademischen Nationalen Dramatheater Aserbaidschans statt. Dieses Stück basiert auf Cavid Zeynallis Şükriyyə und dreht sich um Şükriyyə Axundzadəs Leben im Exil in Kasachstan. Der Regisseur des Stücks war Bahram Osmanov.

## Familie
Ihr Vater, Süleyman Bey Bejanidze, gehörte der Linie der adligen Fürsten von Adscharien an. Ihre Vorfahren stammten aus dem Dorf Zendidi, einem Teil der heutigen Türkei, wo die Familie Grabstätten, Grundstücke und Häfen besaß.
Şükriyyə und Əhməd Cavad hatten fünf Kinder, vier Söhne: Niyazi, Aydın, Tuqay, Yılmaz und eine Tochter, Almaz. 1936 starb ihre Tochter Almaz im Alter von 16 Jahren an einem Sarkom. Nach der Ermordung von Əhməd Cavad und der Verbannung von Şükriyyə Axundzadə wurde ihr zweijähriger Sohn Yılmaz in einem Pflegeheim untergebracht. Der 14-jährige Tuqay wurde in ein Waisenhaus für Kinder gebracht, die einer strengen Erziehung bedürfen, und der 16-jährige Aydın wurde in das Keshla-Gefängnis gebracht.